# NGC 3261
NGC 3261 في الفهرس العام الجديد، هي مجرة، تقع في كوكبة الشراع. اكتشفت في 15 مارس 1836 بواسطة جون هيرشل.

## روابط خارجية
- NGC 3261 على موقع ويكي سكاي: DSS2, SDSS, GALEX, IRAS, Hydrogen α, X-Ray, Astrophoto, Sky Map, Articles and images